# Albert Milhaud
Pour les articles homonymes, voir Milhaud.
Albert Bésaléel Milhaud, né à Nîmes le 10 juin 1871 et mort à Paris le 12 juillet 1955, est un professeur, écrivain, journaliste et homme politique français.  Pour échapper aux nazis, il se serait réfugié à Freulleville et peut-être à Gorniès.
Il est le frère aîné de l'économiste Edgard Milhaud.

## Biographie
- Agrégé d'histoire en 1894
- Professeur en 1907 au lycée Louis-le-Grand, terme de sa carrière dans l'enseignement
- Chef de cabinet des ministres du Commerce et de l'Industrie (mars-août 1911), puis du Travail et de la Prévoyance sociale (juin-août 1914)
- Premier directeur, en 1920-1921, du Service des œuvres françaises à l’étranger
- Député de l'Hérault de 1924 à 1928
- Sous-secrétaire d’État à la Présidence du Conseil aux Affaires étrangères du 19 juillet 1926 au 22 juillet 1926 dans le gouvernement Édouard Herriot (2)
- Secrétaire général du parti républicain, radical et radical-socialiste du 16 décembre 1931 au 26 avril 1934
- Président de la fédération de l'Hérault de ce parti du 19 février 1933 au 11 septembre 1938

## Sources
- « Albert Milhaud », dans le Dictionnaire des parlementaires français (1889-1940), sous la direction de Jean Jolly, PUF, 1960 [détail de l’édition]
- Roland Andréani, Albert Milhaud : un juif de Nîmes dans la politique héraultaise, Annales du Midi, janvier-mars 2014, p. 59-71.